# Olympische Sommerspiele 1996/Moderner Fünfkampf
Bei den XXVI. Olympischen Spielen 1996 in Atlanta fand ein Wettbewerb im Modernen Fünfkampf statt.
Die seit 1952 bestehende Mannschaftswertung wurde aus dem Programm gestrichen. Gleichzeitig änderte man das Wettkampfformat grundlegend: Der Wettbewerb wurde an einem einzigen Tag ausgetragen anstatt wie bisher an vier oder fünf Tagen. Aufgrund der sich daraus ergebenden logistischen Herausforderungen war das Teilnehmerfeld auf 32 beschränkt.

## Austragungsorte
| Sportart                | Wettkampfstätte                  |
| ----------------------- | -------------------------------- |
| Luftpistolenschießen    | Georgia World Congress Center    |
| 300 m Freistilschwimmen | George Tech Aquatic Centre       |
| Degenfechten            | Georgia World Congress Center    |
| Springreiten            | Georgia International Horse Park |
| 4000 m Crosslauf        | Georgia International Horse Park |

## Ergebnisse
| Platz | Land | Sportler            | Punkte |
| ----- | ---- | ------------------- | ------ |
| 1     | KAZ  | Alexander Parygin   | 5551   |
| 2     | RUS  | Eduard Senowka      | 5530   |
| 3     | HUN  | János Martinek      | 5501   |
| 4     | RUS  | Dmitri Swatkowski   | 5489   |
| 5     | POL  | Igor Warabida       | 5452   |
| 6     | HUN  | Ákos Hanzély        | 5435   |
| 7     | EST  | Imre Tiidemann      | 5414   |
| 8     | ITA  | Cesare Toraldo      | 5402   |
| 9     | MEX  | Sergio Salazar      | 5387   |
| 10    | SWE  | Per-Olov Danielsson | 5375   |
|       |      |                     |        |
| 29    | SUI  | Philipp Wäffler     | 4774   |

Datum: 30. Juli 1996 

32 Teilnehmer aus 22 Ländern, alle in der Wertung